# Baskuntschak

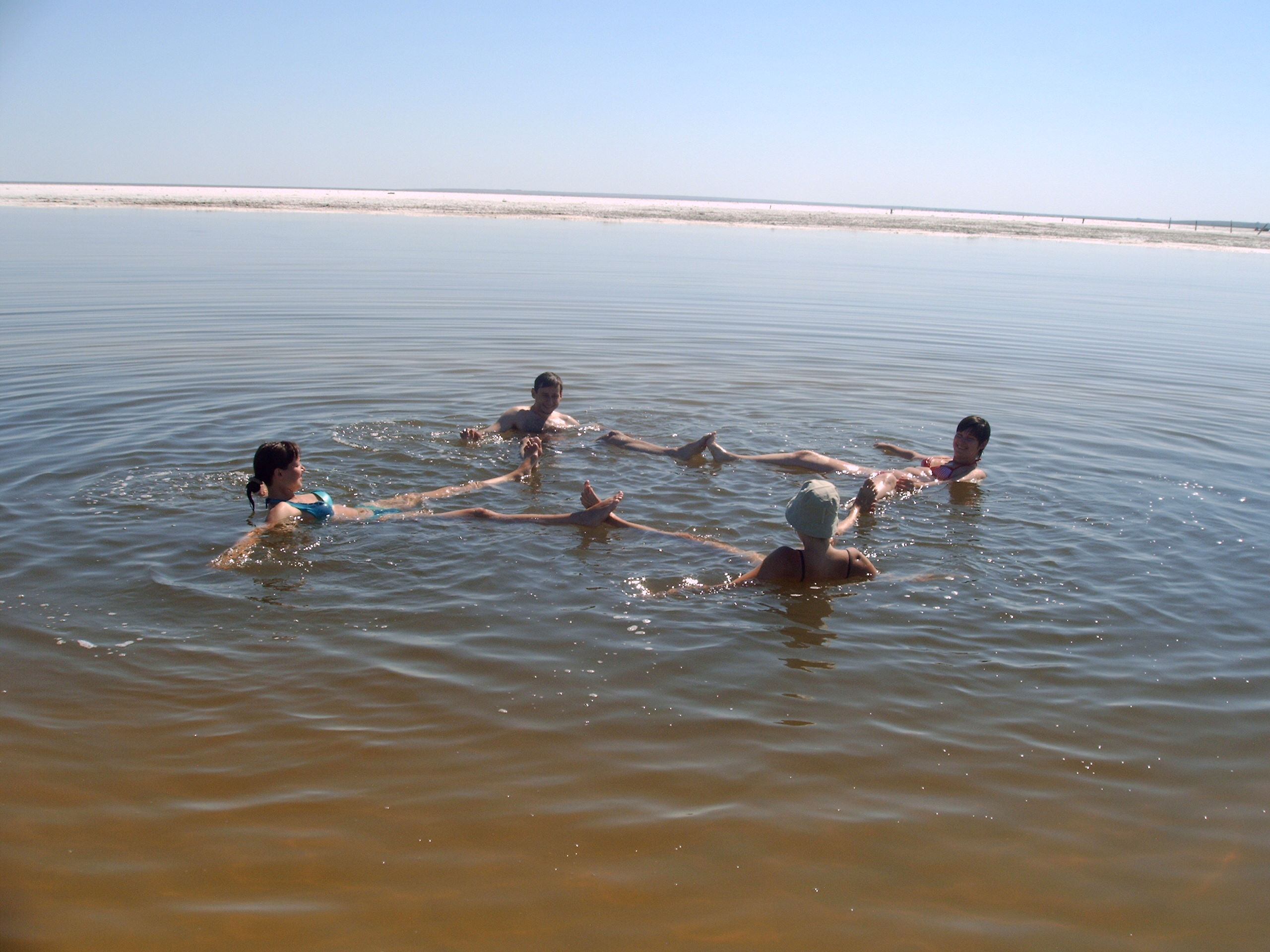
Baden im Salzsee

Der Baskuntschak  (kyrillisch-russisch Баскунчак) ist ein 115 km² großer Salzsee in der Oblast Astrachan in Russland, ungefähr 270 Kilometer nördlich des Kaspischen Meeres und 53 Kilometer östlich der Wolga.

## Lage und Beschreibung
Der See liegt in einer lokalen Vertiefung 21 m unter dem Meeresspiegel (entsprechend 7 m über dem Spiegel des Kaspischen Meeres). In den abflusslosen See mündet der Fluss Gorkaja Retschka (russisch Горькая Речка, „Bitteres Flüsschen“) mit einem Einzugsgebiet von 11.000 km². Außerdem wird er aus 25 salzhaltigen Quellen gespeist. Der Salzgehalt des Sees beträgt ungefähr 300 g/l. Deswegen leben im See keine Fische, aber Bakterien, die Salz tolerieren. Der tägliche Salzeintrag in den See wird mit 2.500 t angegeben.
Am südlichen Ende des Sees erhebt sich der Berg Bolschoje Bogdo. Mit einer Höhe von 150 m ist er die höchste Erhebung der Kaspischen Senke. Der Berg wird von einem unterirdischen Salzstock Jahr für Jahr 1 mm nach oben gedrückt. Karsthöhlen mit bis zu 1,5 km Länge sowie zahlreiche Dolinen durchziehen den Berg. An diesem Berg wurden im Jahr 1831 erstmals für das Territorium Russlands Ablagerungen der Trias nachgewiesen. Für die einheimischen Kalmücken ist er heilig.
Seit 1997 ist ein Gebiet von 53,7 Hektar am Baskuntschak als Naturreservat geschützt.
Das Salz ist sehr aggressiv und zerstört in kürzester Zeit eiserne Werkzeuge und Fahrzeugteile. So sind speziell konstruierte Eisenbahnwaggons einer extra gebauten Bahnlinie und Autos mit übergroßen Rädern im Einsatz. Die Menschen vertragen die salzhaltige Luft, die auch mit Brom und flüchtigen Bestandteilen angereichert ist, im Allgemeinen gut.

## Geschichte
Der Salzsee entstand an einem Ort, der nahe der nördlichen Uferlinie Teil des Paratethys im Paläogen und Neogen von Wasser bedeckt war und als Lagune trocken fiel.
Seit dem 8. Jahrhundert wird Salz abgebaut, das später über die in dieser Gegend verlaufenden Verzweigungen der Seidenstraße abtransportiert wurde. Der Salzabbau (die Salzernte) erfolgte anfangs nicht von der spärlichen lokalen Bevölkerung, sondern durch aus entfernt liegenden Städten und Dörfern kommende Abgesandte. Das abgebaute hochwertige Salz (99,8 Prozent NaCl) des Sees deckt 80 Prozent des Salzbedarfs Russlands. Je nach Nachfrage werden jährlich zwischen 1,5 und 5 Millionen Tonnen Salz abgebaut. Für die einheimische Bevölkerung ist diese Arbeit inzwischen die einzige Einnahmequelle.
Im Jahr 1627 wurden das Örtchen Baskuntschak und der See erstmals im Buch der Großen Zeichnungen – eine erste geographische Beschreibung von Russland – als ein Ort, „wo das Salz so sauber und weiß ist wie Eis.“ erwähnt.
Zwischen 1960 und 1963 wurde auf dem See ein 20-km-Oval für Autorennen unterhalten, um hier vor allem neue Geschwindigkeitsrekorde aufstellen zu können. In dem genannten Zeitraum wurden 29 Rekorde gemessen, bemerkenswert war vor allem der absolute All-Unions-Rekord von 311,4 km/h aus dem Jahr 1963. Der Rennfahrer Tichomirow nutzte ein Fahrzeug vom Typ Pionier-2. Bei Bedarf kann ein Teil der Strecke reaktiviert werden.

## Nutzung des Sees
In der Nähe des Sees gibt es die Dörfer Ober-Baskunchak, Mittel- und Unter-Baskuntschak und das Sanatorium Baskuntschak.
Hierher kommen in den Monaten Juli und August Touristen und Menschen mit vielerlei Krankheiten. Das relativ kalte Wasser des Sees wurde frühzeitig aufgrund seines Salzgehalts zur Heilung von Atemwegs- und Hautkrankheiten entdeckt. Allerdings muss acht gegeben werden, dass die scharfkantigen Salzkristalle die Gliedmaßen nicht verletzen und dass kein Seewasser in die Augen gelangt, das soll schon zu Erblindungen geführt haben.

## Nachweise
1. 1 2 3  Angaben aus der russischen Wikipedia
2. 1 2  TV-Dokumentation des finnischen Journalisten Ville Haapasamo Eine Sommerreise auf der Wolga, ausgestrahlt im Sept./Okt. 2016 auf arte.